# Cenerentola (film 1922)
Cenerentola (Cinderella) è un film del 1922 diretto da Walt Disney. È il settimo e ultimo cortometraggio d'animazione della serie Laugh-O-Grams, e uno degli ultimi film prodotti da Disney con la sua prima società Laugh-O-Gram Studio. Basato sull'omonima fiaba di Charles Perrault, il film uscì negli Stati Uniti il 6 dicembre 1922, distribuito da Leslie B. Mace. Fu rieditato in versione sonora con il titolo The Slipper-y Kid.

## Trama
Cenerentola è una ragazza che vive con le sue pigre sorellastre, che la trattano come una domestica. Un giorno, il giovane e coraggioso principe del regno in cui vive Cenerentola invita il popolo a un ballo al suo palazzo. Le sorellastre vanno al ballo lasciando a casa Cenerentola ma quest'ultima riceve la visita della sua fata madrina che le dà un abito nuovo e un'automobile (con il suo gatto come autista), avvertendola che tutto sparirà a mezzanotte. Cenerentola si reca al ballo, e lei e il principe si innamorano a prima vista. Cenerentola e il principe ballano a lungo insieme finché lei non si accorge che è quasi mezzanotte. La ragazza scappa dal palazzo prima che i suoi vestiti ridiventino cenci lasciando però lì una sua scarpetta. La mattina dopo il principe si reca in città con la scarpetta alla ricerca di Cenerentola usando la sua cagnolina come segugio. Arrivato a casa di Cenerentola il principe prova prima invano la scarpetta alle sorellastre. Nel frattempo anche il gatto di Cenerentola e la cagnolina del principe si innamorano. La prova con Cenerentola ha invece successo, così entrambe le coppie possono vivere felici e contente.

### Finale perduto
Il 14 ottobre 2010 David Gerstein, uno storico dell'animazione del Museum of Modern Art di New York, ha dichiarato di aver scoperto in una collezione privata una copia del corto che include un finale perduto, ambientato dopo quello della copia in possesso della Disney. In esso Cenerentola viene mostrata mentre tira dei mattarelli addosso al marito durante la loro vita insieme.

## Edizioni home video

### DVD
Il cortometraggio fu incluso nel secondo DVD della Platinum Edition del Classico Disney Cenerentola. Per l'occasione, al corto venne assegnata una nuova colonna sonora composta da Andrew Belling. Questa fu la prima distribuzione del corto in Italia.

### Blu-ray Disc
Il cortometraggio è visibile all'interno del documentario interattivo Dietro la bella: Storie inedite dietro la creazione de La bella e la bestia, nel secondo disco dell'edizione a due Blu-ray Disc de La bella e la bestia. In questa occasione il film è presentato virato in seppia e con una colonna sonora differente rispetto al DVD, ma con dei sottotitoli più corretti.
Il cortometraggio è incluso anche nel Blu-ray Disc di Cenerentola, stavolta nella stessa versione contenuta nel DVD.